# Odontolabis platynota platynota
Odontolabis platynota platynota es una subespecie de coleóptero de la familia Lucanidae.

## Distribución geográfica
Habita en la India, China y Laos.